# Butlerovi rangeři

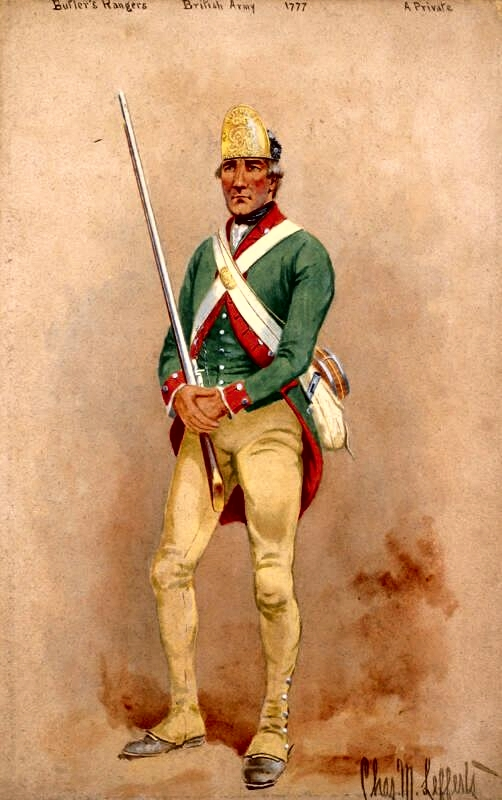
Uniformy z roku 1777, z dob Války za nezávislost.

Butlerovi rangeři (orig. Butler's Rangers) bylo označení pro jednotku loajalistické milice bojující v americké válce za nezávislost. Jednotka působila v letech 1777–1784 a jejím velitelem byl John Butler. Jednotka v boji často spolupracovala s Irokézy Josepha Branta a je obviňována, že přihlížela některým masakrům mezi zajatci a osadníky, které indiánské oddíly spáchaly. V řadách jednotky bojovalo i několik černochů, jmenovitě je známý Richard Pierpoint (alias Cpt. Dick).
Jednotka byla rozpuštěna v roce 1784 a jejím členům byla za věrné služby Koruně přidělena půda v oblasti dnešního St. Catharines. Její členové zde založili osídlení a jsou považováni za zakladatele města.